# 亲缘蛹螺
亲缘蛹螺（学名：Pupa affinis）为捻螺科蛹螺属的动物。

## 型態描述
體長約11-20 mm。螺殼奶白色，有橫向螺旋紋。

## 分佈
分布于菲律宾、澳大利亚、托里斯海峡、新爱尔兰以及中国大陆的南中國海海域、海南等地及紐西蘭的北島；也見於印度洋的南非及紅海。属于暖水性种。其一般栖息于潮间带-潮下带浅水区砂质底。          

## 外部連結
- 維基物種上的相關：亲缘蛹螺